# كيكزي
كيكزي (بالإنجليزية: Kexi)‏ هو مُنشئ قواعد البيانات مرئيِّ، يُمكن استخدامه لتصميم تطبيقات قواعد البيانات وإدخال البيانات وتحريرها وتنفيذ الاستعلامات ومُعالجة البيانات.
بدأ تطوير هذا التطبيق في عام 2003 في إطار مشروع كي أوفيس، وتم الإعلان عن الإصدار الأول لهذا التطبيق في عام 2004، ومع مرور الوقت، أصبحت التحسينات والميزات الجديدة فيه مفيدةً بالنسبة للمُستخدمين، وقد أصبح بعد ذلك جزءً مِن طاقم كاليغرا.

## وصلات خارجيَّة
- الموقع الرسمي
- كيكزي على موقع Open Hub (الإنجليزية)
- كيكزي على موقع Free Software Directory (الإنجليزية)